# Taiwanobryum
Taiwanobryum là một chi rêu trong họ Prionodontaceae.